# 2MASS J16335933-0640552
SDSS J163359.23−064056.5, auch als 2MASS J16335933−0640552 katalogisiert, ist ein Brauner Zwerg im Sternbild Ophiuchus. Er wurde 2006 von Kuenley Chiu et al. entdeckt und gehört der Spektralklasse L6 an.